# Ariel Broggi
Ariel Esteban Broggi (San Martín, provincia de Buenos Aires, Argentina; 15 de enero de 1983) es un exfutbolista y actual entrenador argentino. Jugó de defensa lateral o volante. Actualmente dirige a Gimnasia y Esgrima de Mendoza en la Primera Nacional de Argentina.

## Trayectoria

### Como jugador
Broggi jugó desde su debut en 2003 hasta 2007 en Vélez Sarsfield donde fue titular en gran parte del Torneo Clausura 2005 ganado por su club.Con la llegada de Ricardo La Volpe a la dirección técnica de su club, pasó a jugar de carrilero izquierdo alternando la titularidad con Emiliano Papa.
En junio de 2007, se incorporó a Banfield.Formó parte del plantel que se consagró campeón por primera vez en el Torneo Apertura 2009, aunque llegó a disputar solamente los dos primeros partidos de aquel campeonato (en ambos ingresando como suplente), ya que el 31 de agosto de ese mismo año fue cedido por una temporada al Ankaragücü.
A mediados del 2010, regresó a la Argentina para jugar a préstamo por un año en Quilmes, recién ascendido a la Primera División de Argentina.Posteriormente, retornó a Banfield.En junio de 2013, rescindió su contrato después de no ser tenido en cuenta por Matías Almeyda.En 2014, fichó por el Club Sáenz Peña donde permaneció hasta retirarse del fútbol en 2018.

### Como entrenador
A partir del 2014, mientras jugaba en el fútbol amateur, Broggi empezó a entrenar en las divisiones inferiores de Banfield. En enero de 2017, quedó a cargo de la reserva del club bonaerense, aunque unos meses más tarde sería reemplazado por Hugo Donato.
En diciembre de 2017, Eduardo Coudet lo convocó a formar parte de su cuerpo técnico y lo designó como su ayudante de campo durante su etapa en Racing.Posteriormente, lo acompañó en su paso por Internacional, Celta de Vigo y Atlético Mineiro, separándose del "Chacho" en su regreso a Porto Alegre en 2023.
El 11 de diciembre de 2024, fue anunciado como entrenador de Banfield hasta diciembre de 2025. Sin embargo, en abril de 2025, fue relevado de sus funciones después de una serie de malos resultados.
En julio de 2025, asumió como entrenador principal de Gimnasia y Esgrima de Mendoza luego de la polémica salida de Ezequiel Medrán.

## Estadísticas

### Como jugador
| Club                | País      | Año       |
| ------------------- | --------- | --------- |
| Vélez Sarsfield     | Argentina | 2003-2007 |
| Banfield            | Argentina | 2007-2009 |
| Ankaragücü (cesión) | Turquía   | 2009-2010 |
| Quilmes (cesión)    | Argentina | 2010-2011 |
| Banfield            | Argentina | 2011-2013 |
| Club Sáenz Peña     | Argentina | 2014-2018 |

### Como asistente técnico
| Club             | País      | Año       |
| ---------------- | --------- | --------- |
| Racing Club      | Argentina | 2018-2019 |
| Internacional    | Brasil    | 2020      |
| Celta de Vigo    | España    | 2020-2022 |
| Atlético Mineiro | Brasil    | 2023      |

### Como entrenador
| Club                   | Div.          | Temporada     | Liga | Liga | Liga | Liga |          | Copas    | Copas    | Copas    | Copas | Copas         | Copas         | Copas         | Copas         | Copas |   | Totales | Totales | Totales | Totales | Totales | Totales | Totales | Totales | Totales |
| Club                   | Div.          | Temporada     | Liga | Liga | Liga | Liga | Nacional | Nacional | Nacional | Nacional |       | Internacional | Internacional | Internacional | Internacional |       |   | Totales | Totales | Totales | Totales | Totales | Totales | Totales | Totales | Totales |
| Club                   | Div.          | Temporada     | PD   | G    | E    | P    | PD       | G        | E        | P        | PD    | G             | E             | P             | PD            | G     | E | P       | GF      | GC      | Dif.    | Pts.    | Rend.   |         |         |         |
| ---------------------- | ------------- | ------------- | ---- | ---- | ---- | ---- | -------- | -------- | -------- | -------- | ----- | ------------- | ------------- | ------------- | ------------- | ----- | - | ------- | ------- | ------- | ------- | ------- | ------- | ------- | ------- | ------- |
| Banfield Argentina     | 1.ª           | 2025-A        | 15   | 2    | 5    | 8    | 1        | 1        | 0        | 0        | —     | —             | —             | —             | 16            | 3     | 5 | 8       | 12      | 18      | -6      | 14      | 29.17%  |         |         |         |
| Banfield Argentina     | Total club    | Total club    | 15   | 2    | 5    | 8    | 1        | 1        | 0        | 0        | 0     | 0             | 0             | 0             | 16            | 3     | 5 | 8       | 12      | 18      | -6      | 14      | 29.17%  |         |         |         |
| Gimnasia (M) Argentina | 2.ª           | 2025          | 4    | 4    | 0    | 0    | —        | —        | —        | —        | —     | —             | —             | —             | 4             | 4     | 0 | 0       | 7       | 1       | +6      | 12      | 100%    |         |         |         |
| Gimnasia (M) Argentina | Total club    | Total club    | 4    | 4    | 0    | 0    | 0        | 0        | 0        | 0        | 0     | 0             | 0             | 0             | 4             | 4     | 0 | 0       | 7       | 1       | +6      | 12      | 100%    |         |         |         |
| Total carrera          | Total carrera | Total carrera | 19   | 6    | 5    | 8    | 1        | 1        | 0        | 0        | 0     | 0             | 0             | 0             | 20            | 7     | 5 | 8       | 19      | 19      | 0       | 26      | 43.33%  |         |         |         |
| 1.                     |               |               |      |      |      |      |          |          |          |          |       |               |               |               |               |       |   |         |         |         |         |         |         |         |         |         |

#### Resumen estadístico
| Competición                   | Part. | Gan. | Emp. | Perd. | GF | GC | Dif. | Rend.  |
| ----------------------------- | ----- | ---- | ---- | ----- | -- | -- | ---- | ------ |
| Primera División de Argentina | 15    | 2    | 5    | 8     | 11 | 18 | -7   | 24.44% |
| Copa Argentina                | 1     | 1    | 0    | 0     | 1  | 0  | +1   | 100%   |
| Primera Nacional              | 4     | 4    | 0    | 0     | 7  | 1  | +6   | 100%   |
| Total carrera                 | 20    | 7    | 5    | 8     | 19 | 19 | 0    | 43.33% |

## Palmarés

### Como jugador

#### Campeonatos nacionales
| Título           | Club            | País      | Año    |
| ---------------- | --------------- | --------- | ------ |
| Primera División | Vélez Sarsfield | Argentina | C-2005 |
| Primera División | Banfield        | Argentina | A-2009 |